# Wilsberg: Frischfleisch
Frischfleisch ist die 31. Folge der Fernsehfilmreihe Wilsberg. Der Film basiert auf der Wilsberg-Figur von Jürgen Kehrer. Die Erstausstrahlung erfolgte am 8. April 2011 im ZDFneo. Regie führte Hans-Günther Bücking, das Drehbuch schrieben Jan Martin Scharf und Arne Nolting.

## Handlung
Privatdetektiv Georg Wilsberg muss diesmal seiner Freundin Anna Springer helfen. In ihrem Hotelzimmer hat sie einen toten Callboy gefunden. Sie möchte als Kripobeamtin nicht unter Mordverdacht geraten und vor allem einen drohenden Skandal abwenden. Sie wird allerdings von dem Fall abgezogen, sodass Overbeck die Leitung übertragen wird. Nur mit Mühe kann sie sich noch die Überwachungsbänder des Hotels sichern, die sie verraten könnten.
Umgehend setzt sich Wilsberg mit der Agentur „Dreamboys“ in Verbindung, für die das Opfer gearbeitet hatte. Überraschenderweise wird die von Tessa Harderer geführt, die Alex aus der Studienzeit kennt. Wilsberg bringt die Kundenliste des Opfers an sich in der Hoffnung, ein Motiv für den Mord zu finden. Unter den Kundinnen sind neben der Apothekersfrau, die einen sehr eifersüchtigen Ehemann hat, auch Christiane Schönsee, deren Mann als Architekt an einem Projekt der Stadt arbeitet.
Für eine zusätzliche Recherche schleust Wilsberg Ekki als neuen Callboy in der Agentur ein. Dadurch erhält der Detektiv Hinweise auf mögliche Spannungen innerhalb der Callboy-Szene. Dabei kommt zutage, dass die käuflichen Liebhaber ihre Klientinnen im Nachhinein erpressten. So versorgt beispielsweise die Apothekersfrau die Callboys heimlich mit Potenzmitteln. Des Weiteren tauschen die Boys untereinander die Einsätze und so ist es denkbar, dass eigentlich ein anderer das Opfer werden sollte. Am Tatabend hätte an sich Ingo Vogt im Hotel erscheinen sollen. Wilsberg forscht nach und findet heraus, dass Vogt hinter einen Subventionsbetrug von Robert Schönsee gekommen war. Da Schönsee sein Ziel, den Erpresser zu eliminieren, noch nicht erreicht hat, wähnt Wilsberg Ingo Vogt in großer Gefahr. Er informiert die Polizei und Kommissarin Springer nimmt Schönsee fest. Zum Schluss lässt Overbeck eine seine Chefin belastende DNA-Probe verschwinden.

## Hintergrund
Frischfleisch erschien zusammen mit der Folge Tote Hose von Polarfilm auf DVD. Regisseur Hans-Günther Bücking betätigte sich in dieser Episode auch als Kameramann.
Der Running Gag „Bielefeld“ verweist in dieser Folge in der 57. Minute auf ein mögliches Verteilungsnetz von illegalen Potenzmitteln.
Unter der Schlusssequenz der Folge ist der Song The Queen of Starting Over von Beverley Knight aus dem Jahr 2007 zu hören.

## Rezeption

### Einschaltquote
Einen Tag nach der Erstausstrahlung von Frischfleisch bei ZDFneo am 8. April 2011 wurde der Film am 9. April 2011 im ZDF in Deutschland von insgesamt 6,05  Millionen Zuschauern gesehen und erreichte einen Marktanteil von 20,4 Prozent.

### Kritik
Rainer Tittelbach von tittelbach.tv wertete lobend: „Der neue ‚Wilsberg‘ hat alles, was die Reihe auszeichnet – insbesondere ein engmaschiges Geflecht an liebevoll gezeichneten Beziehungen. Alle Handlungsfäden finden nach und nach zusammen und der Spaß spielt mal wieder die Hauptrolle.“ Auch wenn der eigentliche Krimi „wie immer eine schöne Nebensache“ bleibt, so zieht das „Komische in ‚Frischfleisch‘ mächtig an.“ Wir erleben „Situationswitz und Charakterkomik, ein bisschen Loriot, ein Hauch Didi – was will man mehr?!“
Quotenmeter kritisierte: „Das Potential des offensichtlich doch recht strittigen Themas bleibt […] vollkommen ungenutzt.“
Die Redaktion von TV Spielfilm beurteilte den Krimi dagegen mit dem „Daumen nach oben“ und meinte lobend: „Die Dialoge machen Laune - auch wenn dem Film eine größere Portion Irrsinn gutgetan hätte.“ Fazit: „Das Motto: Ein bisschen Spaß muss sein.“
Prisma lobte einen „Münsteraner Privatschnüffler, der dieses Mal in einer reichlich delikaten wie schlüpfrigen Angelegenheit ermittelt. Das ist zwar nicht allzu realitätsnah, doch die Verbalerotik, die hier versprüht wird, ist schon sehr witzig. Und wenn dann auch noch Oliver Korittke als Undercover-Kuschel-Dreamboy auftaucht, macht das richtig Spaß.“ .